# Geldstromenbeheer
Het geldstromenbeheer omvat alle activiteiten, die nodig zijn om liquiditeiten te transfereren, zowel binnen als buiten de onderneming. 

## Doel
Geldstromenbeheer heeft als doelstelling het rendement op de geldstroom te optimaliseren. Men probeert dit te bereiken door:
- de verplaatsing van liquide middelen tot een minimum te beperken qua omvang en frequentie;
- de resterende geldstromen met een zo gering mogelijk liquiditeitsbeslag af te wikkelen;
- het tijdsbeslag van de tijdsverplaatsing te minimaliseren;
- de liquiditeitspositie te optimaliseren.

## Kasstromen
Het cash management kan niet alle kasstromen initiëren maar kan wel door samenwerking met de afdelingen inkoop, verkoop, voorraadbeheer en crediteuren/debiteurenadministratie de kasstromen sturen. Een onderdeel van geldstroombeheer is een geldstroomanalyse, dit houdt in:
- een inventarisatie van de totale geldstromen;
- de geldstromen verdelen in categorieën, zoals debiteuren, crediteuren en salarisuitbetaling;
- per geldstroom wordt er gekeken naar de aspecten: noodzaak, bedraggrootte, welke bankrekening men gebruikt, tijdstip;
- het onderzoeken van de bankrekeningstructuur en bepalen wat het nut is van de rekening;
- oplossingen vinden om de geldstroom beter te beheersen en het rendement te maximaliseren.

## Minimaliseren van kosten
Een belangrijk onderdeel van het geldstromenbeheer is het minimaliseren van de kosten van liquiditeitsverplaatsingen. Men kan deze onderverdelen in directe en indirecte kosten. Onder directe kosten kan men verstaan:
- omzetprovisie;
- transferprovisie;
- transactie gebonden betalingsverkeerstarieven.

De indirecte kosten zijn uiteraard minder zichtbaar, maar spelen een zeker zo belangrijke rol, men kan hierbij denken aan:
- extra liquiditeitsbeslag;
- valutering.

Door het inefficiënt laten verlopen van de geldstromen kunnen grote pieken en dalen ontstaan in het liquiditeitspatroon. Men zal door middel van geldstromenbeheer proberen een gelijkmatig patroon van betalingen en ontvangsten te creëren, zodat een zo klein mogelijk liquiditeitsbeslag ontstaat.